# Équipe d'Irak de football à la Coupe des confédérations 2009
L'équipe d'Irak de football participe à sa 1re Coupe des confédérations lors de l'édition 2009 qui se tient en Afrique du Sud du 14 juin 2009 au 28 juin 2009. Elle se rend à la compétition en tant que vainqueur de la Coupe d'Asie 2007.
Les Irakiens sont éliminés en phase de poule en terminant troisièmes du groupe A derrière l'Espagne et l'Afrique du Sud.

## Résultats

### Phase de groupe
| Rang | Équipe           | Pts | J | G | N | P | Bp | Bc | Diff |
| ---- | ---------------- | --- | - | - | - | - | -- | -- | ---- |
| 1    | Espagne          | 9   | 3 | 3 | 0 | 0 | 8  | 0  | +8   |
| 2    | Afrique du Sud   | 4   | 3 | 1 | 1 | 1 | 2  | 2  | 0    |
| 3    | Irak             | 2   | 3 | 0 | 2 | 1 | 0  | 1  | -1   |
| 4    | Nouvelle-Zélande | 1   | 3 | 0 | 1 | 2 | 0  | 7  | -7   |

| 14 juin 2009                      | Afrique du Sud | 0 - 0 | Irak | Ellis Park Stadium, Johannesbourg                |                                                  |
| 16:00 · Historique des rencontres |                |       |      | Spectateurs : 48 837 Arbitrage : Jorge Larrionda | Spectateurs : 48 837 Arbitrage : Jorge Larrionda |
| 16:00 · Historique des rencontres | (Rapport)      |       |      | Spectateurs : 48 837 Arbitrage : Jorge Larrionda | Spectateurs : 48 837 Arbitrage : Jorge Larrionda |

| 17 juin 2009                      | Espagne   | 1 - 0 | Irak | Free State Stadium, Mangaung/Bloemfontein       |                                                 |
| 16:00 · Historique des rencontres | Villa 55e |       |      | Spectateurs : 30 512 Arbitrage : Matthew Breeze | Spectateurs : 30 512 Arbitrage : Matthew Breeze |
| 16:00 · Historique des rencontres | (Rapport) |       |      | Spectateurs : 30 512 Arbitrage : Matthew Breeze | Spectateurs : 30 512 Arbitrage : Matthew Breeze |

| 20 juin 2009                      | Irak      | 0 - 0 | Nouvelle-Zélande | Ellis Park Stadium, Johannesbourg            |                                              |
| 20:00 · Historique des rencontres |           |       |                  | Spectateurs : 23 295 Arbitrage : Howard Webb | Spectateurs : 23 295 Arbitrage : Howard Webb |
| 20:00 · Historique des rencontres | (Rapport) |       |                  | Spectateurs : 23 295 Arbitrage : Howard Webb | Spectateurs : 23 295 Arbitrage : Howard Webb |

## Effectif
L'équipe d'Irak comprend 23 joueurs. Statistiques arrêtées le 29 juin 2009.
| Numéro / Nom       | Numéro / Nom            | Equipe actuelle          | Sél.             | Date de naissance  | J.              |                 |                 |                 |                 |
| Gardiens de but    | Gardiens de but         | Gardiens de but          | Gardiens de but  | Gardiens de but    | Gardiens de but | Gardiens de but | Gardiens de but | Gardiens de but | Gardiens de but |
| ------------------ | ----------------------- | ------------------------ | ---------------- | ------------------ | --------------- | --------------- | --------------- | --------------- | --------------- |
| 1                  | Noor Sabri              | Al Talaba Bagdad         | 63 (0)           | 6 juin 1984        | 0               | 0               | 0               | 0               | 0               |
| 12                 | Mohammed Gassid         | Al Zawra Bagdad          | 14 (0)           | 10 décembre 1986   | 3               | 0               | 0               | 0               | 0               |
| 21                 | Uday Taleb              | Dohuk SC                 | 5 (0)            | 6 novembre 1981    | 0               | 0               | 0               | 0               | 0               |
| Défenseurs         |                         |                          |                  |                    |                 |                 |                 |                 |                 |
| 2                  | Mohammed Ali Karim      | Al Jazira Abu Dhabi      | 9 (0)            | 25 juin 1986       | 3               | 0               | 0               | 0               | 0               |
| 3                  | Bassim Abbas            | Al Talaba Bagdad         | 63 (2)           | 1er juillet 1982   | 3               | 0               | 1               | 0               | 0               |
| 4                  | Fareed Majeed           | Al Talaba Bagdad         | 8 (0)            | 17 août 1986       | 3               | 0               | 0               | 0               | 0               |
| 14                 | Salam Shakir            | Al-Khor Sports Club      | 14 (0)           | 31 juillet 1986    | 3               | 0               | 0               | 0               | 0               |
| 15                 | Ali Rehema              | Al-Wakrah Sports Club    | 48 (1)           | 8 août 1985        | 3               | 0               | 0               | 0               | 0               |
| 16                 | Dara Mohammed           | Sulaymaniyah FC          | 1 (0)            | 25 juin 1987       | 0               | 0               | 0               | 0               | 0               |
| 19                 | Essam Yassin            | Al-Amana                 | 1 (0)            | 11 mars 1987       | 0               | 0               | 0               | 0               | 0               |
| 22                 | Muayad Khalid           | Al Qowa Al Jawia Bagdad  | 4 (0)            | 1er septembre 1985 | 1               | 0               | 0               | 0               | 0               |
| Milieux de terrain |                         |                          |                  |                    |                 |                 |                 |                 |                 |
| 5                  | Nashat Akram            | FC Twente                | 78 (10)          | 12 septembre 1984  | 3               | 0               | 1               | 0               | 0               |
| 6                  | Salih Sadir             | Al Ahed Beyrouth         | 49 (11)          | 21 août 1981       | 2               | 0               | 0               | 0               | 0               |
| 9                  | Abdul-Wahab Abu Al-Hail | Sepahan Ispahan          | 67 (8)           | 21 décembre 1976   | 0               | 0               | 0               | 0               | 0               |
| 11                 | Hawar Mulla Mohammed    | Anorthosis Famagouste FC | 75 (15)          | 1er juin 1981      | 3               | 0               | 0               | 0               | 0               |
| 13                 | Karrar Jassim           | Al-Wakrah Sports Club    | 25 (1)           | 11 juillet 1987    | 3               | 0               | 0               | 0               | 0               |
| 18                 | Mahdi Karim             | Al-Khor Sports Club      | 67 (10)          | 10 décembre 1983   | 3               | 0               | 0               | 0               | 0               |
| 20                 | Samer Saeed             | Al Ahly Tripoli          | 8 (0)            | 1er décembre 1987  | 1               | 0               | 0               | 0               | 0               |
| 23                 | Halgurd Mulla Mohammed  | Sulaymaniyah FC          | 5 (0)            | 11 août 1988       | 0               | 0               | 0               | 0               | 0               |
| Attaquants         |                         |                          |                  |                    |                 |                 |                 |                 |                 |
| 7                  | Emad Mohammed           | Sepahan Ispahan          | 78 (23)          | 24 juillet 1982    | 2               | 0               | 0               | 0               | 0               |
| 8                  | Luay Salah              | Arbil SC                 | 17 (3)           | 7 février 1982     | 0               | 0               | 0               | 0               | 0               |
| 10                 | Younis Mahmoud          | Al Gharrafa Doha         | 75 (15)          | 3 mars 1983        | 3               | 0               | 0               | 0               | 0               |
| 17                 | Alaa Abdul-Zahra        | Al-Khor Sports Club      | 13 (1)           | 22 décembre 1987   | 3               | 0               | 0               | 0               | 0               |
| Sélectionneur      |                         |                          |                  |                    |                 |                 |                 |                 |                 |
|                    | Bora Milutinović        |                          | 7 septembre 1944 |                    |                 |                 |                 |                 |                 |

## Navigation